# 新阪急ビル
新阪急ビル（しんはんきゅうビル）は、大阪市北区梅田の大阪駅前にかつてあったオフィスビルである。1962年1月23日に竣工。

## 概要
地下2F～地上12Fまであり、過去には地下1、2階は「花の新阪急八番街」として飲食店などが、地上階にはクラレ大阪本社や大型書店ブックファーストが入り、夏季（5月上旬～9月中旬）は屋上で、ビアガーデン「野宴」が開設されていた。
「新阪急八番街」は、1962年の開業時の住所が北区梅田8番地だったことに由来する。阪急三番街（1969年開業）、阪急17番街（1972年開業）、阪急32番街（1977年開業）に先んじた、”番街シリーズ”の先駆けである。
建て替え計画に伴い、新阪急八番街は2014年3月31日限りで閉店した。クラレは近隣に完成した梅田阪急ビルオフィスタワーに移転し、ブックファーストは2014年2月28日限りで、ビアガーデンも2013年夏限りで営業を終えた。
築半世紀以上を経て老朽化が進行しており、市道を挟んで北側にある大阪神ビルディング（阪神百貨店）と一体的に再開発（ビル名称は「大阪梅田ツインタワーズ・サウス」）のため、2014年秋から取り壊し工事が始まり2015年夏に姿を消した。

## 交通
- 大阪駅
- 梅田駅
- 御堂筋